# Antheua smithii
Antheua smithii är en fjärilsart som beskrevs av Holland 1879. Antheua smithii ingår i släktet Antheua och familjen tandspinnare. Inga underarter finns listade i Catalogue of Life.